# جمهوری فدرال سوسیالیستی یوگسلاوی
جمهوری فدرال سوسیالیستی یوگسلاوی (به صربی: Socijalistička Federativna Republika Jugoslavija) حکومتی بود که در پایان جنگ جهانی دوم در سرزمین یوگسلاوی تأسیس شد و در سال ۱۹۹۲ در پی جنگ داخلی از هم فروپاشید. یوگسلاوی کشوری در شبه جزیره بالکان، در جنوب شرقی اروپا و در ساحل دریای آدریاتیک قرار داشت. این جمهوری فدرال از شش جمهوری سوسیالیستیِ صربستان، کرواسی، بوسنی و هرزگوین، اسلوونی، مقدونیه و مونته‌نگرو تشکیل شده و دو استان خودمختار صربستان، کوزوو و وویودینا نیز در قلمرو جمهوری صربستان قرار داشتند. با وجود این که در ابتدای کار به رهبری یوسیپ بروز تیتو جانب بلوک شرق را در جنگ سرد گرفت اما در نهایت در سال ۱۹۴۸ با بروز اختلاف بین تیتو و استالین، رهبر شوروی سیاست بی‌طرفی اتخاذ نمود و به یکی از مؤسسان جنبش عدم تعهد تبدیل شد. پس از مرگ تیتو در سال ۱۹۸۰، بروز ملی‌گرایی قومیتی در دهه جدید و عدم اتفاق نظر بین جمهوری‌های تشکیل دهنده موجب شکست در گفتگوی‌های بین ملتی در یوگسلاوی در اصلاح ساختار فدراسیون شد که منجر به رسمیت شناخته شدن استقلال جمهوری‌های آن از سوی چند کشور اروپایی در سال ۱۹۹۱ گردید. این موضوع باعث فروپاشی فدراسیون و انحلال رسمی آن در سال ۱۹۹۲ و آغاز جنگ‌های یوگسلاو شد. از آن پس از این کشور با عنوان «یوگسلاوی سابق» یاد می‌شود. بلگراد پایتخت یوگسلاوی و بزرگ‌ترین شهر آن بود. این کشور ۲۵۵ هزار کیلومترمربع مساحت داشت و جمعیت آن در سال ۱۹۸۹ بیش از ۲۳ میلیون نفر بود. بیشتر سرزمین‌های این کشور کوهستانی و حداکثر ارتفاع آن ۲۵۲۲ متر از سطح دریا بود. در این کشور کشاورزی بیشتر در دره رود دانوب جریان داشت و گردشگری یکی از مهم‌ترین منابع درآمد این کشور به ویژه در سواحل دریای آدریاتیک بود.

## نام
نام یوگسلاوی از دو کلمه «یوگ» و «اسلاویا» تشکیل شده است که در آن یوگ در زبان‌های کرواتی، صربی، مقدونی و اسلوونیایی به معنای «جنوب» و اسلاویا به معنای «سرزمین اسلاوها» می‌باشد. پس یوگسلاوی را می‌توان با عنوان «سرزمین اسلاوهای جنوب» معنی کرد. این عبارت به شش قوم اسلاوهای جنوبی یعنی: کروات‌ها، صرب‌ها، بوسنیایی‌ها، مونته‌نگرویی‌ها، اسلوونیایی‌ها و مقدونی‌ها اشاره می‌کند. نام کامل این فدراسیون بین سال‌های ۱۹۴۵ تا فروپاشی آن در سال ۱۹۹۲ با توجه به ساختار سیاسی حاکم بر آن بسیار دست‌خوش تغییر بود. یوگسلاوی در سال ۱۹۱۸ تحت عنوان دولت کروات‌ها، صرب‌ها و اسلوونیایی‌ها تشکیل شد (سه ملت دیگر هنوز به رسمیت شناخته نشده بودند). با آغاز دیکتاتوری الکساندر یکم در سال ۱۹۲۹ او نام رسمی کشور را به پادشاهی یوگسلاوی تغییر داد تا برای اولین بار اصطلاح یوگسلاوی به کار برده شود. پس از اشغال کشور در جنگ جهانی دوم، شورای ضد فاشیست آزادی‌بخش یوگسلاوی سال ۱۹۴۳ تشکیل فدراسیون دموکراتیک یوگسلاوی را در مناطق تحت کنترل خود اعلام کرد. در این نام عامدانه از پیشوند پادشاهی یا جمهوری استفاده نشد.
در سال ۱۹۴۵ پتر دوم رسماً از پادشاهی معزول شد تا کشور تحت عنوان «جمهوری خلق فدرال یوگسلاوی» به یک جمهوری بدل شود که قانون اساسی آن نیز سال بعد اجرایی شد. در سال ۱۹۶۳ در میانه اصلاحات گسترده قانون اساسی نام «جمهوری فدرال سوسیالیستی یوگسلاوی» معرفی شد. این کشور عموماً با آخرین نام خود که طولانی‌ترین سابقه را داشت شناخته می‌شود. به علت طولانی بودن این نام عموماً از این کشور به صورت خلاصه با اسم یوگسلاوی یاد می‌شود یا در زبان انگلیسی از سر واژه S.F.R.Y استفاده می‌گردد.

## تاریخ

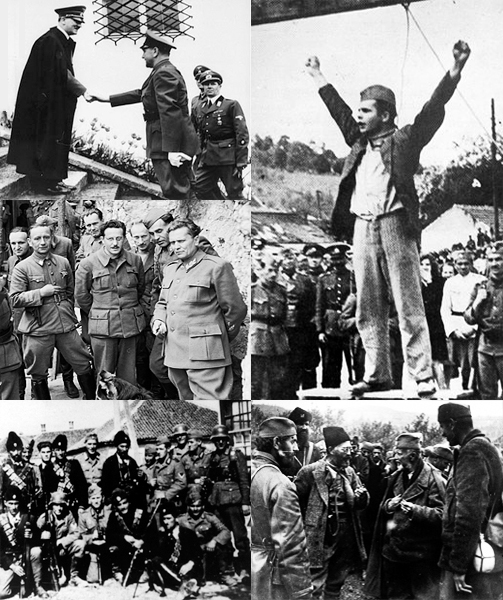
یوگسلاوی در جنگ جهانی دوم

در قرن چهارم پیش از میلاد در شبه جزیره بالکان اقوام ایلیریایی، تراکیایی، پانونیایی و چند گروه از یونانی‌ها ساکن شدند. ۶۰۰ سال بعد، جمهوری روم، ایلیریایی‌ها را شکست داده و سرزمین شان را تصاحب کرد و شهرهای مورسا (اوسییک امروزی) و سینگیدونوم (بلگراد امروزی) را ساخت. زمانی که امپراتوری روم به دو بخش تقسیم شد، یوگسلاوی در مرز بین آن دو قرار گرفت. در همان دوران مردم این نواحی مسیحی شدند. اما وقتی قدرت امپراتوری روم ضعیف شد، همه گونه اقوام مختلف از هون‌ها و آوارها گرفته تا بلغارها و اسلاوها تغییر و تحولاتی به این نواحی دادند. در دوران تاریکی (سده‌های میانه)، دولت‌های فئودال محلی، امور این نواحی را اداره می‌کردند. در همان دوران پادشاهی مجارستان بوسنی را تصرف کرد و سرزمین مقدونیه بین بیزانس و بلغارستان تقسیم شد. در اواسط قرن یازدهم، صربستان از بیزانس جدا شد و واتیکان به حاکمان صربستان مقام پادشاهی داد. اوج قدرت تاریخی صربستان در ۱۳۳۱ تا ۱۳۵۵ میلادی است که استفان دوشان پادشاه آن جا بود. در زمان حکومت عثمانی بخش عمده شبه جزیره بالکان در اختیار حکومت اسلامی بود. او آلبانی و مقدونیه را ضمیمه صربستان کرد. اواسط قرن چهاردهم، عثمانی‌ها به بالکان رسیدند و صرب‌ها و بوسنیایی‌ها مجبور به مهاجرت به روسیه شدند. در ۱۳۹۵ مقدونیه، در ۱۴۶۳ بوسنی، در ۱۴۶۵ هرزگوین و سرانجام در ۱۵۲۶ تمام یوگسلاوی امروزی را ترک‌های عثمانی فتح کردند. حکمرانی ترک‌ها بر یوگسلاوی ۳۸۹ سال طول کشید. اما در همان زمان، کرواسی، اسلوونی و دالماسی هم مناطقی بودند که خاندان هابسبورگ، ضمیمهٔ امپراتوری اتریش کرده بودند. جنگ روس و عثمانی که در دهه ۱۷۶۰ آغاز شد، موجب ضعف عثمانی شد. اتریش هم بالکان را تصرف کرد و نواحی اشغالی را به مرور مستقل کرد. صربستان در ۱۸۲۹ مستقل شد، اما پذیرش این استقلال تا ۱۸۷۸ طول کشید. در جنگ‌های بالکان در ۱۹۱۲ و ۱۹۱۳ اوضاع به شدت به هم ریخته بود؛ تا این که صرب‌ها که از زیاده‌خواهی اتریشی‌ها شاکی بودند، ولیعهد این کشور و همسرش را در ۱۹۱۴ در سارایوو ترور کردند؛ جرقه کوچکی که جنگ جهانی اول را به راه انداخت. نتیجه این جنگ، انحلال امپراتوری اتریش-مجارستان بود و از پس آن، صربستان، کرواسی، اسلوونی، مونته‌نگرو، بوسنی و هرزگوین در سال ۱۹۲۹ یک کشور تشکیل دادند و نام یوگسلاوی به معنی اسلاوهای جنوبی را بر آن گذاشتند. اما عملاً صرب‌ها حکومت را در اختیار داشتند. الکساندر کاراژرژویچ با نام الکساندر یکم تاج‌گذاری کرد. در آخر نیز کروات‌ها الکساندر یکم را ترور کردند. در ۱۹۴۱ که ارتش آلمان به یوگسلاوی رسید، خاندان سلطنتی فرار کردند. اما ژنرال میخاییلویچ در رأس سلطنت‌طلب‌ها به همراه یوسیپ بروز تیتو در رأس کمونیست‌ها با نبردهای پارتیزانی در مقابل ارتش آلمان مقاومت می‌کردند که بالاخره تیتو در ۱۹۴۵ پیروز شد. آلمانی‌ها را اخراج کرد، پادشاه را خلع کرد و حکومت جمهوری فدرال خلق یوگسلاوی را بنیان نهاد. در ۱۹۴۶ شش جمهوری خودمختار تحت نظارت حکومت مرکزی و حزب کمونیست که تیتو رئیس آن بود، شکل گرفت. در ابتدا روابط خوبی بین یوگسلاوی و شوروی شکل گرفت، او پس از اتمام جنگ جهانی دوم و در دوران نخست‌وزیری‌اش، با استالین مخالفت کرد و حاضر نشد یوگسلاوی مثل سایر کشورهای اروپای شرقی، تحت تسلط شوروی قرار گیرد. او بر کمونیسم ملی تأکید داشت و مخالف دیکته شدن راه رسیدن به کمونیسم، از سوی استالین و کرملین به مردم یوگسلاوی بود. او معتقد بود که رهبران شوروی به مرام‌نامه خلق خیانت می‌کنند و با آن‌ها دچار مشکل شد و عملاً در مقابل استالین ایستاد. او به همراه جمال عبدالناصر، جواهر لعل نهرو و سوکارنو جنبش عدم تعهد را بنیان نهاد. او سرانجام در ۱۹۸۰ درگذشت. مرگ تیتو که خود کروات بود، زخم‌های کهنه را باز کرد. بالکان فقط در دوران تیتو آرامش به خود دیده بود. پس از مرگ وی آشوب‌ها و درگیری‌ها شروع شد. وقتی در ۱۹۸۹ روابط بین یوگسلاوی و آلبانی بر سر ناحیه کوزوو تیره شد، آن جرقه زده شد. بحران اقتصادی، تورم خردکننده سال ۱۹۸۹ و تنش‌های مذهبی مسلمانان و کاتولیک‌ها، حزب کمونیست را ضعیف کرد. کرواسی و اسلوونی اولین کشورهایی بودند که اعلام استقلال کردند. در آوریل ۱۹۹۲، پارلمان صربستان و مونته‌نگرو، باقی‌ماندهٔ یوگسلاوی را یوگسلاوی نامید. اما جنگ بین جدایی طلبان بوسنی و هرزگوین و نیروهای فدرال (صرب‌ها) شدت گرفت و سرانجام اتحادیه اروپا بوسنی و هرزگوین را به رسمیت شناخت. آشوب‌ها در کوزوو به جنایت جنگی تبدیل شد و سرانجام با دخالت نظامی آمریکا پایان یافت. اما رئیس‌جمهور مونته‌نگرو همه‌پرسی برگزار کرد و این قسمت را هم از صربستان جدا کرد. کوزوو هم پس از جنگ ناتو علیه یوگسلاوی استقلال یافت.

## جمهوری‌های تشکیل‌دهنده

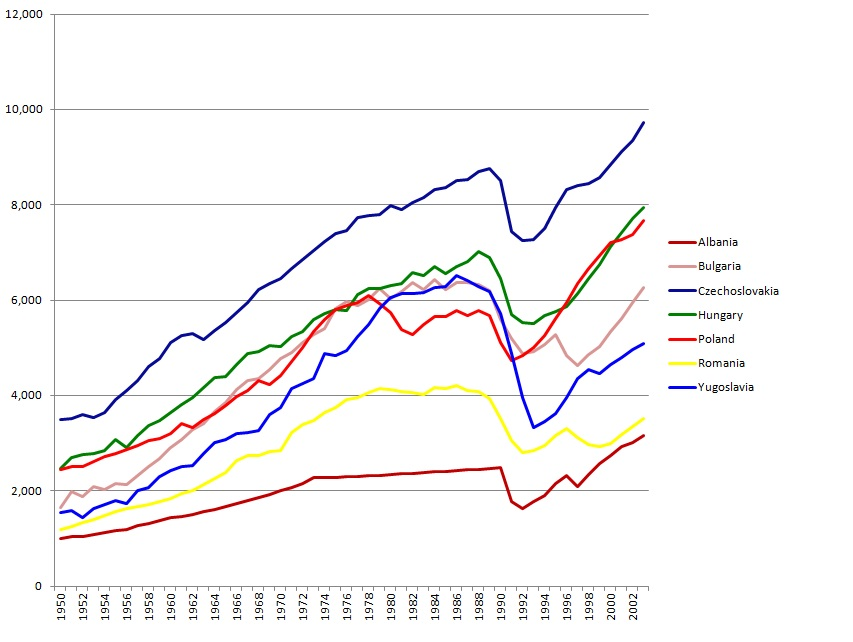
مقایسه تولید سرانه هفت کشور اروپای شرقی.

جمهوری فدرال سوسیالیستی یوگسلاوی، از ۶ جمهوری سوسیالیستی و ۲ استان خودمختار سوسیالیستی تشکیل می‌شد.
| نام                                                                                           | پایتخت                      | پرچم | نشان ملی | موقعیت |
| --------------------------------------------------------------------------------------------- | --------------------------- | ---- | -------- | ------ |
| جمهوری سوسیالیستی بوسنی و هرزگوین                                                             | سارایوو                     |      |          |        |
| جمهوری سوسیالیستی کرواسی                                                                      | زاگرب                       |      |          |        |
| جمهوری سوسیالیستی مقدونیه                                                                     | اسکوپیه                     |      |          |        |
| جمهوری سوسیالیستی مونته‌نگرو                                                                   | تیتوگراد، امروزه پودگوریتسا |      |          |        |
| جمهوری سوسیالیستی صربستان استان سوسیالیستی خودمختار کوزوو استان سوسیالیستی خودمختار وویوودینا | بلگراد پریشتینا نووی ساد    |      |          |        |
| جمهوری سوسیالیستی اسلوونی                                                                     | لیوبلیانا                   |      |          |        |

## کشورهای جداشده
| نام             | پایتخت     | پرچم |
| --------------- | ---------- | ---- |
| بوسنی و هرزگوین | سارایوو    |      |
| کرواسی          | زاگرب      |      |
| مقدونیه         | اسکوپیه    |      |
| مونتنگرو        | پودگوریتسا |      |
| صربستان         | بلگراد     |      |
| کوزوو           | پریشتینا   |      |
| اسلونی          | لیوبلیانا  |      |

کوزوو اعلام وارستگی از صربستان کرده است، ولی صربستان هنوز نپذیرفته است.